# Olympe Hériot
Pour les articles homonymes, voir Hériot.
Zacharie Olympe Hériot, dit « le commandant Hériot », est un homme d'affaires et philanthrope français né à Essoyes (Aube) le 5 juin 1833 et mort à La Boissière-École (Yvelines) le 22 juillet 1899.

## Biographie
Olympe Hériot est le second fils de Claude Hériot (1802-1855), marchand de vin, et de sa femme née Virginie Bertrand. Il entre à l'école spéciale militaire de Saint-Cyr le 16 mai 1853. Nommé sous-lieutenant le 31 janvier 1855, il est promu lieutenant le 21 mai 1859, puis capitaine le 10 août 1868. Pendant la guerre de 1870, il est fait prisonnier à Strasbourg puis interné à Rastatt. Après la guerre, il est affecté à Foix (Ariège) comme capitaine adjudant major (chef de bataillon).
Le 26 octobre 1875 à Ax-les-Thermes (Ariège), il épouse en premières noces Malvina Boyé. Cette première union restera sans postérité. Sa femme meurt le 8 mai 1883.

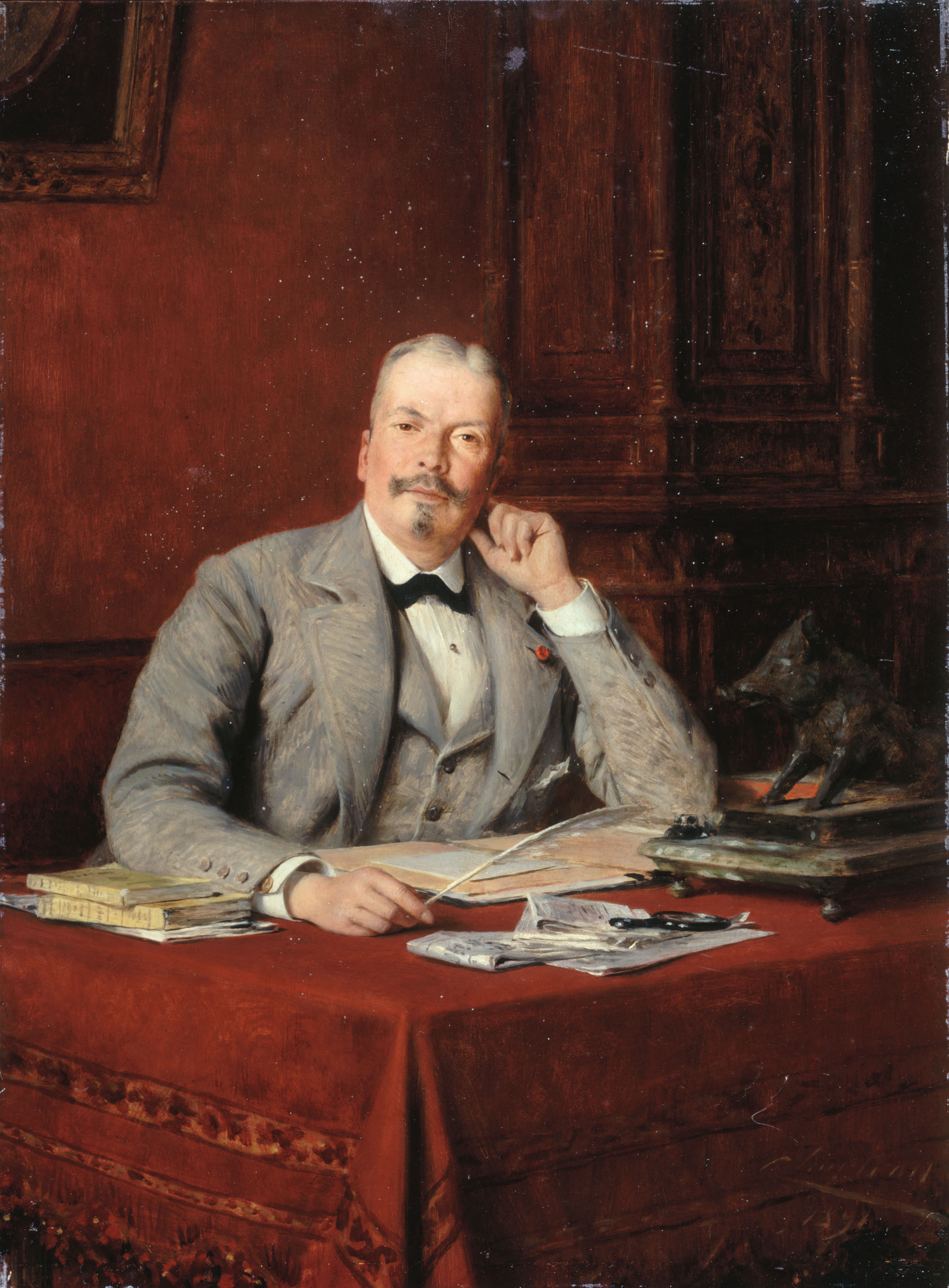
Portrait d'Olympe Hériot.

En 1879, à la mort de son frère aîné Auguste, fondateur des Grands Magasins du Louvre, décédé sans postérité, puis de leur mère quelques mois plus tard, il hérite de sa fortune et prend la direction de la société, d'abord associé avec Alfred Chauchard, cofondateur, puis seul à partir de 1885. En juin 1880, il obtient sa mutation à Paris à l'état-major et démissionne de l'armée en 1881.
En 1886, il fonde un orphelinat militaire près de Rambouillet (Yvelines), à La Boissière, devenue La Boissière-École, dans le parc de son château.
Obsédé par le désir de fonder une famille, Olympe Hériot se remarie le 24 août 1887 avec une vendeuse des Magasins du Louvre, Cyprienne Dubernet, avec qui il a déjà eu deux enfants naturels mais reconnus. De cette union naissent en tout quatre enfants dont trois survivront jusqu'à l'âge adulte :
- Auguste-Olympe dit Auguste II (1886-1951)
- Olympe-Charles dit Olympe II (1887-1953)
- Virginie (1890-1932), célèbre navigatrice (Vicomtesse François Haincque de Saint-Senoch)
- Jean (1897-1899), mort en bas âge.

En 1888, les premiers signes d'aliénation mentale, peut-être d'origine syphilitique, contraignent le commandant Hériot à renoncer à la direction des Grands Magasins du Louvre. En 1892, il se porte candidat aux élections municipales dans sa ville natale d'Essoyes et est élu maire le 15 mai 1892, puis conseiller général le 12 février 1893. Il démissionne de son mandat de maire en 1893, se représente et est réélu, puis démissionne à nouveau quelques semaines plus tard, et abandonne également son mandat de conseiller général au premier trimestre 1894.
Il meurt en 1899 à La Boissière. Il laisse un testament olographe instituant sa femme comme légataire universelle, déduction faite de la part réservataire revenant à ses enfants. Il est enterré à La Boissière dans un mausolée impressionnant, construit par sa veuve.
Le Monument au Commandant Olympe Hériot, marbre de 1906, est une œuvre de Antonin Carlès (1851-1919), École Hériot.
Au Champ D'Honneur en pierre de 1894 et du même artiste se trouve dans le Château de La Boissière-École.

## Propriétés
À la différence de son frère aîné, qui ne possédait à sa mort que peu de biens immobiliers, Olympe Hériot, atteint par une certaine folie des grandeurs, fut un bâtisseur compulsif.
Fin 1883, il achète aux héritiers du baron Le Gras de La Boissière le château de La Boissière à La Boissière (Yvelines), avec un domaine de 780 hectares qu'il portera à 1 200 hectares. Il le fait transformer par l'architecte Georges Tersling, qui refait notamment la quasi-totalité du décor intérieur. Il fait également transformer le parc, orné de statues de marbre ou de bronze.
En 1882, Olympe Hériot fait raser la villa Stoltz, acquise par son frère au Vésinet (Yvelines) en 1874, pour la remplacer par une nouvelle demeure, elle-même démolie vers 1887 pour construire la Villa Hériot, qu'on disait aussi vaste que l'hôtel de ville de Versailles et qui fut détruite peu avant la Première Guerre mondiale.
Olympe Hériot n'utilise guère cette résidence, lui préférant le château qu'il fait construire à Essoyes (Aube), berceau de sa famille, entre 1890 et 1892. Les travaux réalisés à Essoyes sont immenses, notamment la construction d'écuries spectaculaires et d'un gigantesque château.
À Paris, Olympe Hériot acquiert en 1894 un hôtel particulier 8 rue Euler (8e arrondissement de Paris), à proximité des Champs-Élysées.

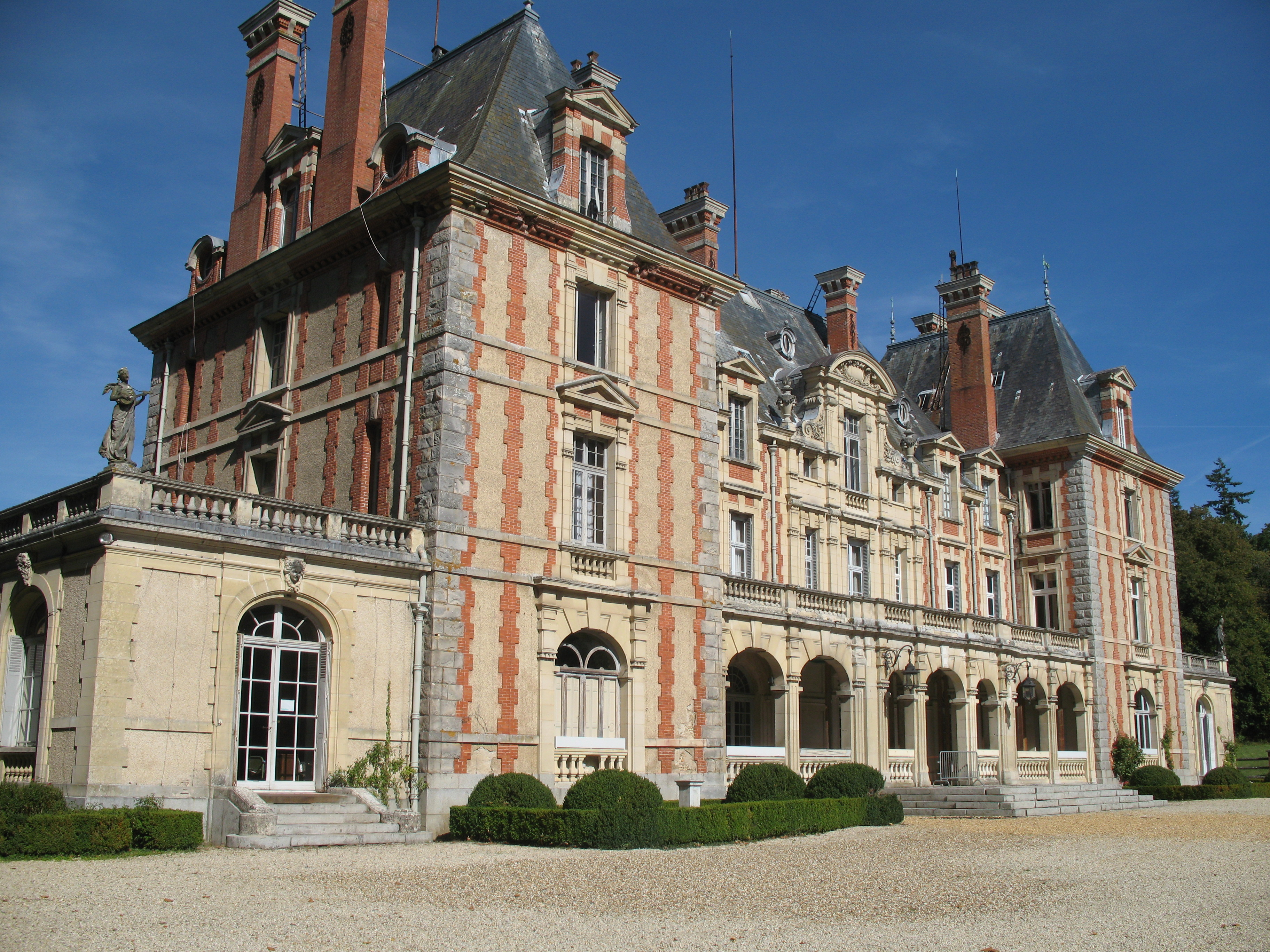
Le château de La Boissière.
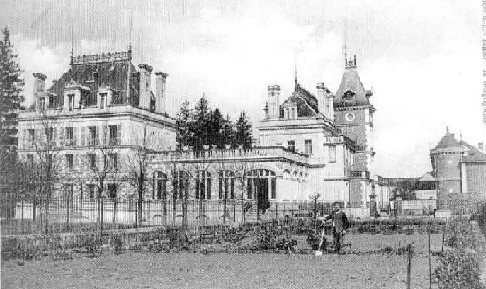
Le château Hériot à Essoyes.
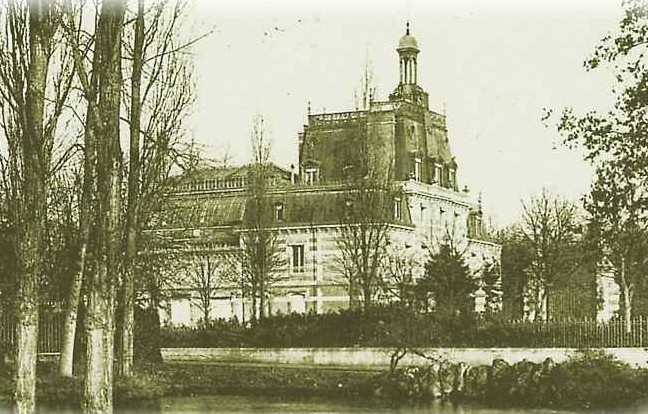
La villa Hériot au Vésinet (Yvelines).
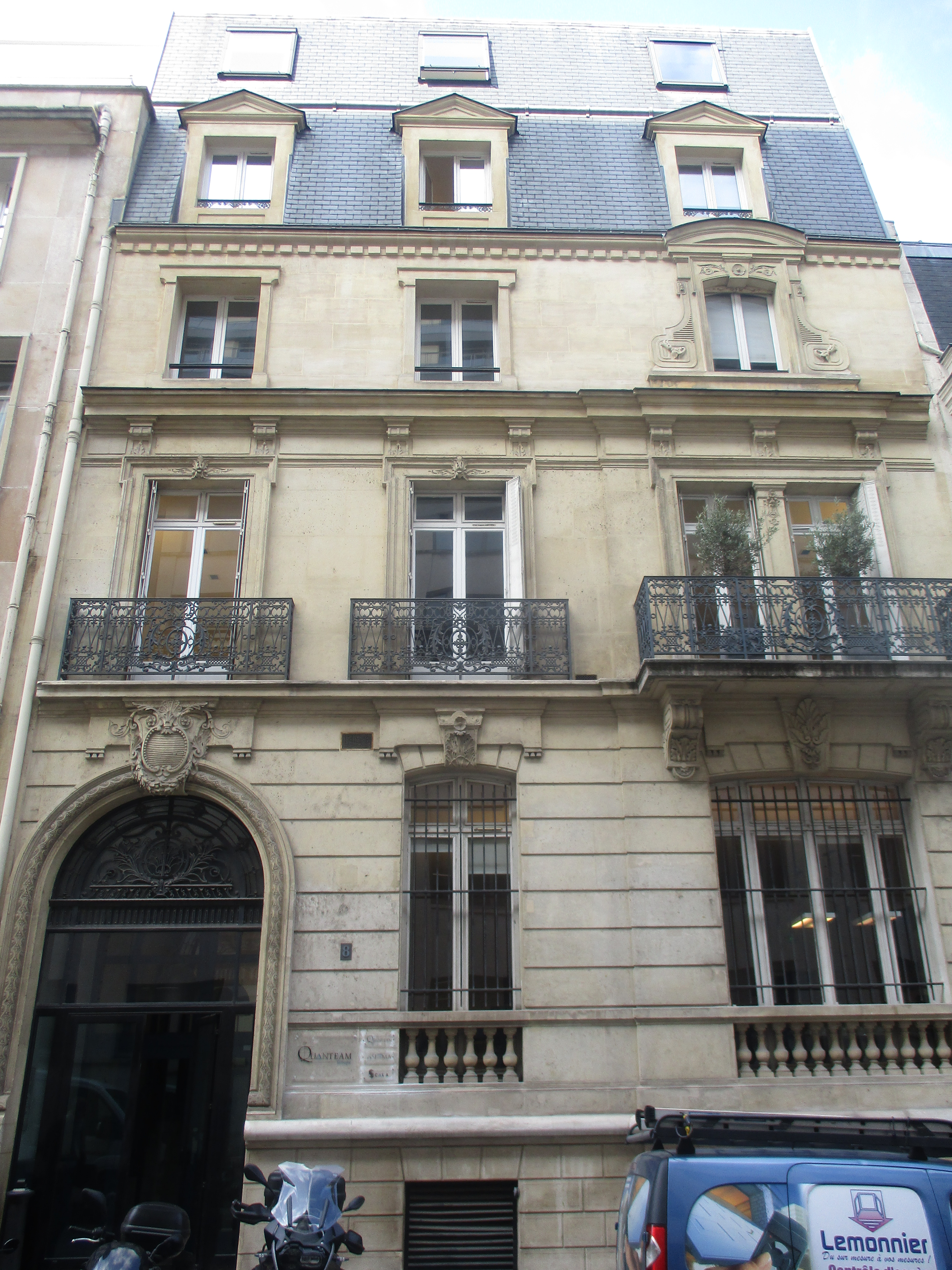
Hôtel particulier Hériot, rue Euler.

En 1902-1904, sa famille fait construire le castel de Barbe-Brûlée à Port-Mer (Cancale). En 1920, sa veuve Cyprienne Dubernet l'offre à l'École militaire enfantine Hériot, qui accueille l'été des colonies de vacances.